# Letteratura della Sardegna
Con letteratura della Sardegna si intende la produzione letteraria di autori sardi, come quella in genere riferita alla Sardegna, redatta in varie lingue.

## Origini
Essendo molto dibattuta l'esistenza e la comprensione di attestazioni dirette della lingua o lingue protosarde, le prime testimonianze scritte nell'isola risalgono al periodo fenicio-punico con documenti come la Stele di Nora o la tarda iscrizione trilingue (punico-latino-greco) di San Nicolò Gerrei, mentre la successiva provincia romana della Sardegna e Corsica vedrà l'uso quasi esclusivo del latino e la conseguente romanizzazione linguistica dell'isola, e la graduale ma profonda introduzione del greco medievale durante il controllo dell'Impero bizantino sull'isola dopo la riconquista giustinianea del 534.
Il plurilinguismo, come si vedrà, sarà sempre una costante nella storia letteraria isolana: punico, greco, latino, greco bizantino, latino medioevale, volgare sardo, volgare toscano, catalano, castigliano, sassarese, corso, italiano e perfino francese, saranno le lingue in cui si cimenteranno gli autori sardi.
Uno dei primi documenti della Sardegna in età romana, è il testo della Tavola di Esterzili: "Il reperto è di eccezionale importanza per l'iscrizione incisa con caratteri capitali su 27 righe: vi è riportato il decreto emanato dal Proconsole della Sardegna L. Elvio Agrippa il 18 marzo del 69 d.C. - sotto il regno dell'Imperatore Otone - per dirimere una controversia relativa ai confini tra le popolazioni dei Patulcenses Campani e dei Galillenses che hanno a più riprese infranto i limiti stabiliti. Il proconsole ordina in particolare che questi ultimi lascino le terre occupate con la violenza e li diffida dal proseguire nella ribellione. Il testo si conclude con i nomi dei componenti la seduta del consiglio deliberante e dei 7 testimoni firmatari. Il valore scientifico del reperto consiste nell'averci fatto pervenire oltre ai nomi di due delle popolazioni abitanti nella Sardegna romana una sintesi della lunghissima controversia, intercorsa tra la fine della Repubblica e la prima Età Imperiale (dalla fine del II sec. a.C. al I sec. d.C.)."
La prima testimonianza di una produzione letteraria in Sardegna si ha coi carmina in greco e latino, scolpiti nel calcare della tomba-tempietto di Atilia Pomptilla, nella necropoli di Tuvixeddu di Cagliari. Il più tenero carme in lingua greca:
Dalle tue ceneri, Pontilla fioriscano viole e gigli e possa tu sbocciare ancora nei petali della rosa, del croco profumato, dell'eterno amaranto e nei bei fiori della viola bianca affinché, come il narciso e il mesto amaranto, anche il tempo che ha da venire abbia sempre un tuo fiore. Infatti, quando già di Filippo lo spirito dalle sue membra stava per sciogliersi ed egli l'anima sulle labbra aveva, piegandosi sul pallido sposo, Pontilla la vita di lui con la sua scambiò. E gli Dei spezzarono un'unione così felice: per amor del suo dolce sposo morì Pontilla, vive ora contro la sua volontà Filippo, sempre anelando di poter presto confondere l'anima sua con quella della sposa che l'amò tanto.
I carmina della Grotta della Vipera sanciscono l'inizio della storia letteraria dell'isola.
Dalla tarda età romana ci giungono gli scritti fortemente polemici di San Lucifero di Cagliari, strenuo difensore dell'ortodossia cattolica contro l'eresia ariana. Altri scritti di carattere teologico ci sono arrivati dal sardo Eusebio Santo Vescovo di Vercelli, coetaneo di Lucifero.

## Il medioevo

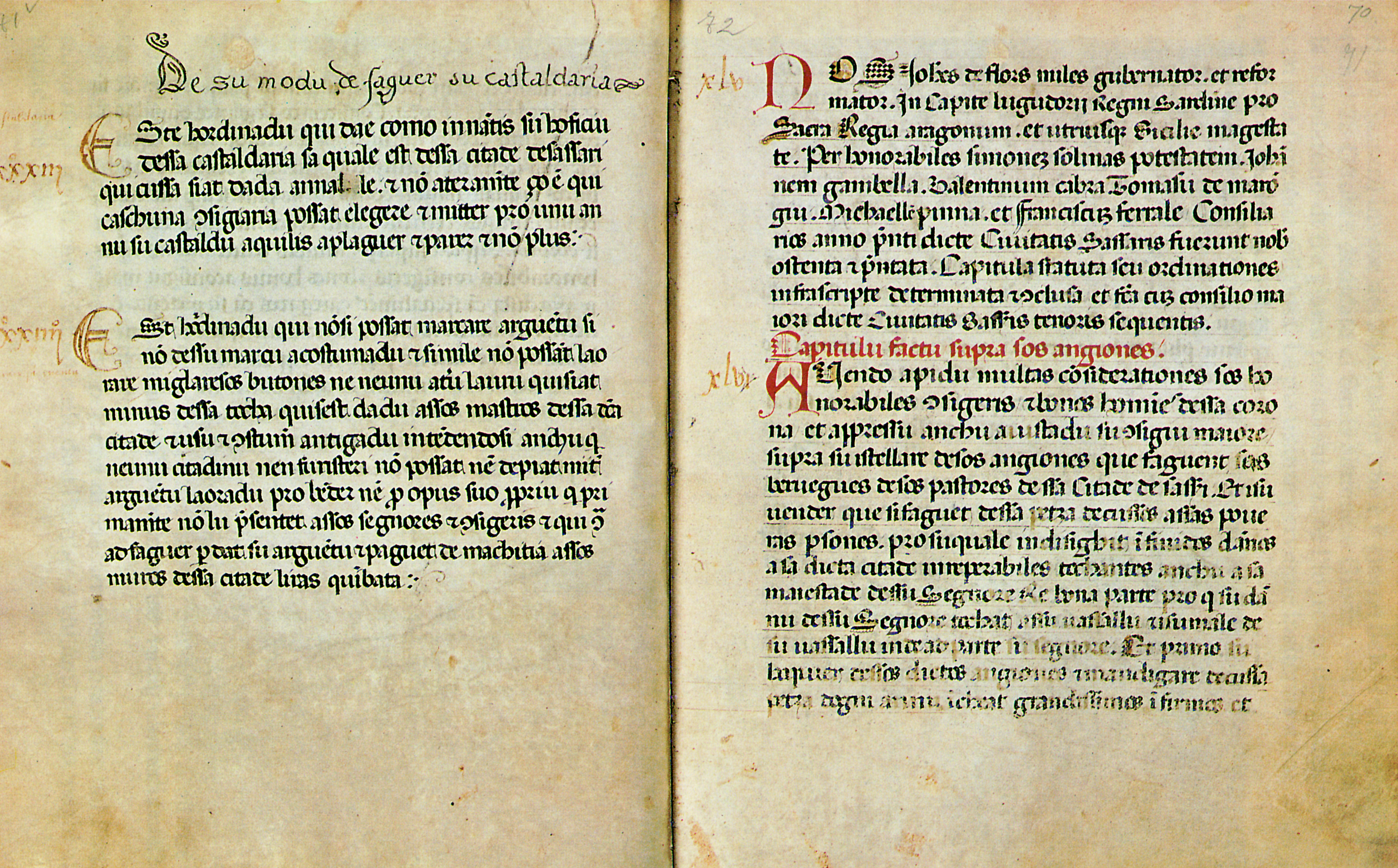
Statuti Sassaresi (XIII-XIV secolo)

Assai scarsa fu la produzione letteraria per tutto il medioevo: alcuni testi agiografici, in latino, in prosa e poesia, spesso ampiamente rimaneggiati nei secoli successivi, sono giunti fino a noi. Alcuni di essi hanno origini molto antiche, risalenti forse al cenobio religioso e letterario venutosi a creare a Cagliari intorno alla figura di San Fulgenzio di Ruspe ai tempi del suo esilio durante il regno vandalo di Trasamondo. In questo periodo furono scritti in Cagliari alcuni dei più preziosi ed antichi codici dell'epoca, come forse il Codex Lausianus, contenente una o forse la più antica edizione pervenutaci degli Atti degli Apostoli e conservato oggi nella Biblioteca Bodleiana di Oxford, e il Codex Basilianus, contenente alcune opere di Sant'Ilario di Poitiers, scritto a Cagliari, come specifica la nota in calce al manoscritto e conservato nella Biblioteca Apostolica Vaticana. Sono inoltre arrivate fino a noi le Passioni dei martiri San Saturno, San Lussorio e San Gavino, nonché le vicende agiografiche di Sant'Antioco e San Giorgio di Suelli.
Caratteristica della Sardegna medioevale, dall'XI secolo, fu il precoce uso del volgare sardo negli atti dei sovrani, dei registri di monasteri o notarili, nella legislazione. 
I primi usi del volgare sardo risalgono all'XI secolo. Si tratta di atti di donazioni rivolti dai Giudici isolani ai vari ordini religiosi e dei condaghi che sono dei documenti amministrativi.
Il primo documento della tradizione scrittoria in volgare sardo è stata la Carta di Nicita (1064), redatta nella reggia di Ardara, si tratta dell'atto di donazione all'abbazia di Montecassino di terre e delle chiese di Santa Maria de Bubalis e Sant'Elia di Montesanto sottoscritto dal giudice Barisone I di Torres e dal suo nipote Mariano.
Negli anni immediatamente successivi cominciarono le redazioni dei vari condaghi: dal 1065 il Condaghe di San Pietro di Silki, dal 1082 quello di Bisarcio, dal 1113 quello di Trullas, dal 1120 quello di Bonarcado, dal 1121 Salvenero e dal 1190 quello di Barisone II. 
Nel 1316 furono pubblicati gli Statuti Sassaresi, redatti in latino e sardo logudorese. Il documento è diviso in tre parti: la prima riguarda il diritto pubblico, la seconda il diritto civile e la terza il diritto criminale. Questo codice fu gradualmente adottato da numerosi comuni dell'isola. Altri Comuni ebbero propri Statuti, come Cagliari e Iglesias, il cui Breve di Villa di Chiesa venne redatto in toscano.
Sempre nel XIV secolo fu promulgata da Mariano IV la Carta de Logu, un Codice delle leggi dello Stato del Giudicato d'Arborea. La carta fu successivamente aggiornata ed ampliata da Eleonora d'Arborea, figlia di Mariano. Questo codice di leggi continua ad essere considerato uno degli esempi più innovativi e interessanti del Trecento.
Non esiste una letteratura in sardo per gran parte del medioevo. Dell'epoca giudicale esistono diversi documenti in sardo costituiti in genere da atti e documenti giuridici. Fra questi un cospicuo patrimonio è costituito dai condaghi e dalle diverse carte de logu.
Un piccolo testo medioevale in sardo sulla storia del Giudicato di Torres, il Libellus Judicum Turritanorum, costituisce il primo testo storiografico.

## Età moderna

### Opere in sardo
La prima opera letteraria in sardo, ormai alla fine del medioevo, risale alla seconda metà del Quattrocento, pubblicato però circa un secolo dopo. Si tratta di un poemetto ispirato alla vita dei santi martiri turritani ad opera dall'arcivescovo di Sassari Antonio Cano, dal titolo Sa vita et sa morte et passione de sanctu Gavinu, Prothu e Januariu. Questa opera è l'unica precedente alla seconda metà del Cinquecento. 

### Il Cinquecento
Fra gli autori sardi del Cinquecento spicca Antonio Lo Frasso, principalmente per la sua opera Los diez libros de Fortuna de Amor che è citata nella Biblioteca di Don Chisciotte nel capolavoro di Miguel de Cervantes. Egli scrisse principalmente in spagnolo, ma scrisse anche in catalano ed in lingua sarda. Generalmente gli scrittori sardi in quell'epoca erano plurilingui, come Sigismondo Arquer, Giovanni Francesco Fara, Pietro Delitala. Infatti Delitala sceglie di scrivere in italiano, o allora toscano, e Gerolamo Araolla scrive nelle tre lingue. Ma da tale periodo, la penetrazione del castigliano come lingua letteraria non conosce ostacoli e diventa prevalente nel seicento, mentre la saggistica permarrà il latino, come in tutto il resto dell'Europa.

### Il Seicento
Nel Seicento si ha un'ulteriore integrazione con il mondo iberico come dimostrato dalle opere in spagnolo del poeta Giuseppe Delitala y Castelvì e Josè Zatrilla e dello storico Francesco Angelo de Vico, Giorgio Aleo e quelle di Salvatore Vidal.

### Il Settecento
Dal 1720, la corona del Regno di Sardegna passa ai Savoia, e nel corso del secolo si ha un miglioramento dell'istruzione e della cultura, grazie anche alle riforme di Giovanni Battista Lorenzo Bogino. L'italiano diviene lingua ufficiale a scapito dello spagnolo.
Nella seconda metà del Settecento prende consistenza in Sardegna la produzione del "genere" oratorio (in gran parte solo manoscritta) in sardo che ha il massimo rappresentante nel sacerdote Giovanni Battista Zonchello Espada di Sedilo. L'oratoria sacra, per qualità e per quantità di produzione (anche data alle stampe), si affermerà però solo nel secolo successivo con Angelo Maria De Martis, Salvatore Cossu, Salvatore Frassu, Antonio Soggiu (fondatore di una scuola oratoria in Oristano) e Francesco Carboni. Nella prima metà del novecento la prosa sacra in sardo proseguirà con molti autori tra i quali Eugenuo Sanna di Milis, Pietro Maria Cossu di Escovedu, Aurelio Puddu di Barumini, Efisio Marras di Allai e il sacerdote romanziere e scrittore Pietro Casu di Berchidda.

### L'Ottocento
Nell'ottocento si producono una serie di studi sulla Sardegna. Nel 1838 Vittorio Angius fondò la rivista letteraria La biblioteca sarda. Tuttavia la figura principale di questa produzione fu certamente Giovanni Spano che pubblicò numerosissimi studi sulla Sardegna in diverse discipline. Dalla linguistica, all'archeologia, alla storia. In particolare nel 1840 pubblica una grammatica della lingua loguderese, fra il 1851 e il 1852 pubblicò il Vocabolario sardo-italiano e italiano-sardo, nel 1855 fondò il Bullettino archeologico sardo dove pubblicò numerosi studi sui monumenti dell'isola, curò raccolte di canti popolari e di proverbi, infine tradusse in sardo logudorese La profezia di Giona. 
Giuseppe Manno, fra il 1825 e 1827 scrisse una monumentale Storia di Sardegna (in IV tomi). Pasquale Tola, fra il 1837 e il 1838, pubblica il Dizionario biografico degli uomini illustri di Sardegna, sempre in quegli anni Pietro Martini pubblicò studi storici. Nel 1863 pubblicò anche Pergamene, codici e fogli cartacei di Arborea dove diede credito all'autenticità di una serie di documenti falsi messi in circolazione dal 1845 in poi e conosciuti appunto come Carte di Arborea.

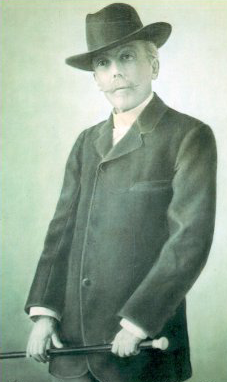
Enrico Costa

Alberto La Marmora percorse l'isola in lungo e in largo, studiandola nei particolari e scrivendo un'imponente opera in quattro parti intitolata Voyage en Sardaigne, pubblicata a Parigi e Torino nel 1826 e Itinéraire de l'ile de Sardaigne pubblicata nel 1860 a Torino.
Fra la fine del secolo e gli inizi del XX secolo Ettore Pais pubblicò i suoi studi sulla storia antica della Sardegna, dall'epoca nuragica a quella romana; nel 1881 pubblicò La Sardegna prima del dominio romano e nel 1923 pubblicò La civiltà dei Nuraghi e lo sviluppo sociologico della Sardegna e Storia della Sardegna e della Corsica durante il dominio romano.
Verso la fine del secolo Enrico Costa pubblicò diversi romanzi, spesso attingendo dalle biografie di alcune figure storiche e leggendarie dell'isola, fra cui Rosa Gambella, Adelasia di Torres, Il muto di Gallura e Giovanni Tolu. Grazia Deledda in un'intervista aveva dichiarato di essere discepola, ammiratrice e seguace dello scrittore sassarese. 
Nel 1898 il Costa pubblicò "Costumi Sardi" uno studio sul folclore e le tradizioni isolane, con numerose illustrazioni.
Tra i romanzieri della letteratura sarda di quel secolo vi fu anche lo scrittore Giuseppe Botero (1815-1885), che dedicò parte della sua carriera alla letteratura sarda, originario della regione italiana del Piemonte e autore di romanzi, racconti, parabole e discorsi. Tra le sue opere principali c'è il romanzo Ricciarda o i Nurra e i Cabras nel 1854, che fa riferimento al tema frequente dell'amore tra giovani appartenenti a famiglie che si odiano, che piace molto ai romanzieri sardi.
Per quanto riguarda la poesia in sardo nella prima metà del secolo brillò la stella di Melchiorre Murenu ed alla seconda metà del secolo appartiene la produzione poetica di Paolo Mossa e le poesie di Peppino Mereu che sono da subito entrate nell'immaginario collettivo e divenute repertorio della tradizione musicale isolana.

#### Poesia estemporanea in sardo
La poesia estemporanea sarda è presente in Sardegna da diversi secoli, le prime notizie sono riportate, nel 1787, da Matteo Madao.
Fra il 1838-39 Vittorio Angius scrive diversi articoli Sugli improvvisatori sardi, nella rivista letteraria da lui stesso fondata.
Nel 1840 Giovanni Spano in un suo testo sulla Lingua sarda, oltre all'ortografia ed alla grammatica, riporta una serie di classificazioni sulle rime e composizioni poetiche in sardo ed alla tradizione della poesia estemporanea, riporta fra l'altro i nomi di alcuni poetes.
Sul finire del secolo, grazie all'iniziativa di alcuni poetes, si svolgono le prime gare in pubblico (con regole precise, giuria e assegnazione di vittoria) di poesia estemporanea in sardo; la prima gara in sardo logudorese si svolse nel settembre 1896 ad Ozieri. 
Le gare di poesia estemporanea sono divise in più momenti, c'è un'introduzione (s'esordiu) e la gara vera e propria con la discussione dei temi (sos temas). I poeti, a cui viene assegnato un tema ad estrazione, devono cantare in ottava rima. 
Talvolta per schermaglie di genere leggero o scherzoso si usa poetare in battorinas; queste sono composte da due copie versi (o distici, in sardo: duinas), da cui il nome battorina (quartina), di cui la prima duina è improvvisata dal primo poete (contendente) e i successivi due versi dal secondo. La prima duina è chiamata isterrida (apertura) e la seconda torrada (risposta), dove nella torrada il poeta risponde all'argomento proposto nell'isterrida dal suo contendente.
Queste manifestazioni pubbliche ebbero immediatamente una diffusione capillare, infatti nelle occasioni delle sagre in tutti i villaggi non mancava mai la gara poetica. 
Nei confronti della poesia estemporanea vi furono anche diverse censure, in particolare nel 1924 il Concilio plenario dei vescovi sardi aveva vietato ai poeti estemporanei di trattare argomenti di dottrina ecclesiastica.
In quegli anni inoltre, in un clima di assimilazione culturale, erano state poste in atto una serie di divieti e disposizioni contro l'uso dei dialetti e delle lingue straniere, compreso ovviamente il sardo. Per cui anche le gare di poesia estemporanea furono censurate dal 1932 fino al 1937.
Nonostante ciò questa pratica era ancora molto diffusa per tutti gli anni settanta del XX secolo.

### Il Novecento
A cavallo col novecento si fa risalire la nascita della filologia sarda, ovvero relativa a produzioni testuali delle lingue romanze storicamente parlate e scritte in Sardegna. Gli iniziatori di questo approccio filologico e letterario sono stati Max Leopold Wagner e Giuliano Bonazzi per i testi letterari; per i documenti ufficiali e per i testi di carattere storico giuridico sono stati iniziatori Enrico Besta e Arrigo Solmi. E nel novecento l'apporto nel medesimo filone di ricerca storico giuridico è stato quello di Alberto Boscolo e della sua scuola a partire dalla metà degli anni sessanta.

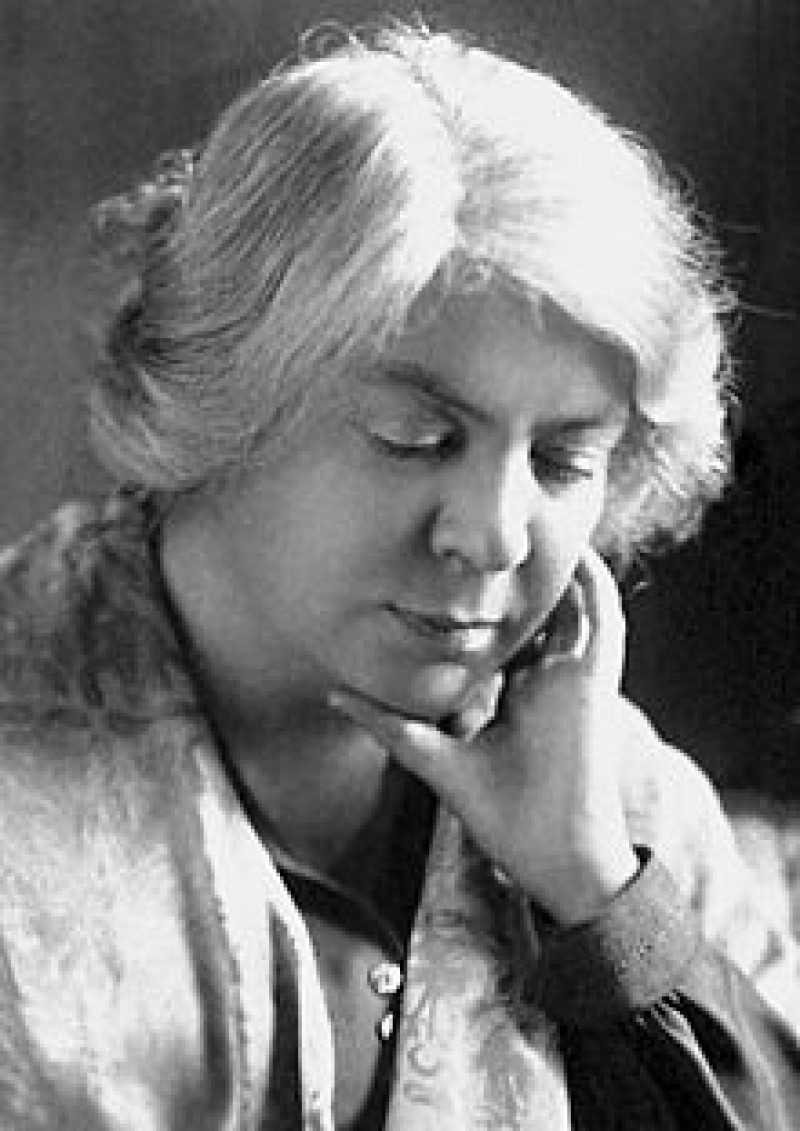
Grazia Deledda, Premio Nobel per la letteratura nel 1926.

L'opera di Grazia Deledda fece conoscere la Sardegna nel mondo, soprattutto dopo che la scrittrice fu insignita del Premio Nobel per la letteratura nel 1926.
Un importante contributo alla cultura letteraria è venuto da Antonio Gramsci e Emilio Lussu. Antropologi importanti hanno scritto sulla Sardegna, tra i più recenti: Ernesto de Martino, Alberto Mario Cirese,  Franco Cagnetta, Michelangelo Pira, Clara Gallini e Giulio Angioni.
Nel secondo dopoguerra sono emerse figure di scrittori come Giuseppe Dessì con i suoi romanzi fra cui il più noto è Paese d'ombre, Premio Strega 1972. In anni più recenti vasta eco ebbero i romanzi autobiografici di Maria Giacobbe Diario di una maestrina, di Gavino Ledda Padre padrone, Premio Viareggio (opera prima) 1975 e di Salvatore Satta Il giorno del giudizio.
Negli ultimi decenni del millennio sono apparse le opere di Sergio Atzeni, Salvatore Mannuzzu, Bianca Pitzorno, Marcello Fois, Giulio Angioni, Salvatore Niffoi e diversi altri, considerate all'origine di una nouvelle vague o Nuova letteratura sarda.
Nel contempo sono attivi nuovi scrittori in sardo, come Gianfranco Pintore, Salvatore Pintore, Giuseppe Tirotto, Franco Fresi, Gian Paolo Bazzoni, Franco Pilloni, Nanni Falconi e altri.

### Il Duemila
Nel nuovo millennio sono emersi, nell'ambito della Nuova letteratura sarda, Flavio Soriga, Alberto Capitta, Giorgio Todde. Michela Murgia scrittrice, saggista e attivista politica è stata una figura di grande spicco. Autrice di romanzi quali Il mondo deve sapere. Romanzo tragicomico di una telefonista precaria, nato come un blog, dove l’autrice raccontava una delle sue esperienze lavorative giovanili, come operatrice in un call center. Nel 2009 pubblicò Accabadora, che fu premiato dal Premio Dessì e successivamente il Premio Mondello e, nel settembre dello stesso anno, con il Premio Campiello. Nello stesso anno 
pubblicò il saggio Ave Mary. E la chiesa inventò la donna, nel 2012 un romanzo breve L'incontro, ambientato a Cabras.

## Elenco di scrittori e poeti sardi
- San Lucifero vescovo di Cagliari
- Sant'Eusebio di Vercelli
- Antonio Cano, (Sassari, XV secolo)
- Gerolamo Araolla (Sassari, circa 1542– ante 1615)
- Sigismondo Arquer (Cagliari, 1530 - Toledo, 1571)
- Giovanni Francesco Fara (1542 - 1591)
- Antonio Lo Frasso (Alghero, circa 1540 - circa 1600), citato da Miguel de Cervantes nel Don Chisciotte
- Roderigo Hunno Baeza, autore del "Caralis panegyricus", un poema in latino col quale esaltò la città di Cagliari composto attorno al 1516,
- Josè Delitala Y Castelvì
- Francesco Angelo de Vico, (Sassari, 1580 - Madrid, 1648), autore della Historia General de la Isla y Reyno de Cerdeña
- Giuseppe Zatrillas, (Cagliari, 1648 - Tolone, 1720)
- Gavino Pes detto Don Baignu (1724 - 1795)
- Francesco Ignazio Mannu (Ozieri, 1758 - Cagliari, 1839) scrisse Su patriotu sardu a sos feudatarios
- Bernardino Sotgiu (Ghilarza, XVIII sec. - Pisa, 1838)
- Melchiorre Murenu (Macomer, 1803 - 1854)
- Paolo Mossa (Bonorva 1821 - 1892)
- Giovanni Maria Asara (Pattada, 1823 - 1907)
- Enrico Costa (Sassari, 1841 - 1909)
- Salvatore Farina (Sorso, 1846 - Milano, 1918)
- Pompeo Calvia (Sassari, 1857 - 1921)
- Gavino Contini (Siligo, 1865 - 1915)
- Sebastiano Satta (Nuoro, 1867 - 1914)
- Grazia Deledda (Nuoro, 1871 - Roma, 1936), Premio Nobel per la letteratura nel 1926
- Peppino Mereu (Tonara, 1872 - 1901)
- Antioco Casula detto Montanaru (Desulo, 1878 - 1957)
- Francesco Cucca (Nuoro, 1882 - Napoli, 1947)
- Emilio Lussu (Armungia, 1890 - Roma, 1975)
- Barore Sassu (Banari, 1891 - 1976)
- Salvatore Cambosu (Orotelli, 1895 - Nuoro, 1962)
- Gonario Pinna (Nuoro, 1898 - 1991)
- Michela Murgia (Cabras, 1972 - 2023)
- Salvatore Satta (Nuoro, 1902 - Roma, 1975)
- Raimondo Piras (Villanova Monteleone, 1905 - 1978
- Giuseppe Dessì (Cagliari, 1909 - Milano, 1977)
- Benvenuto Lobina (Villanova Tulo, 1914 - Sassari, 1993)
- Francesco Masala (Nughedu San Nicolò, 1916 - Cagliari, 2007)
- Albino Bernardini (Siniscola 1917 - Tivoli 2015)
- Giuseppe Mercurio (Orosei, 1919 - 1994
- Giuseppe Fiori (Silanus, 1923 - Roma, 2003)
- Bachisio Zizi (Orune, 1925 - Cagliari, 2014)
- Antonio Cossu (Santu Lussurgiu 1927 - Santu Lussurgiu, 2002)
- Michelangelo Pira detto Mialinu Pira (Bitti, 1928 - Marina di Capitana, 1980)
- Maria Giacobbe, (Nuoro, 1928)
- Publio Dui (Lula,1930-Nuoro,1995)
- Salvatore Mannuzzu (Pitigliano, 1930)
- Antonio Puddu (Siddi, 1933)
- Gavino Ledda (Siligo, 1938)
- Giulio Angioni (Guasila 1939 - Cagliari 2017)
- Gianfranco Pintore (Irgoli 1939)
- Bianca Pitzorno (Sassari, 1942)
- Salvatore Niffoi (Orani, 1950)
- Sergio Atzeni (Capoterra, 1952 - Carloforte, 1995)
- Alberto Capitta, Sassari, 1954)
- Milena Agus (Genova, 1955)
- Marcello Fois (Nuoro 1960)
- Michela Murgia (Cabras 1972 - Roma, 2023)
- Flavio Soriga (Uta, 1975)
- Francesco Abate (Cagliari, 1964)
- Alessandro De Roma (Carbonia, 1970)
- Vanessa Roggeri
- Gianluca Cadeddu (San Gavino Monreale il 02/03/1970)
- Antonella Anedda (1955)
- Nanni Falconi (Pattada, 1950)
- Claudio Moica (San Giovanni Suergiu 1963)
- Matteo Porru (Roma, 2001)
- Cristina Caboni (Cagliari, 1968)
- Lorenzo Scano (Cagliari, 1993)
- Ciro Auriemma (Cagliari, 1975)
- Gianni Usai (Sinnai, 1976)
- Francesco Ottonello (Cagliari, 1993)
- Gesuino Némus (Jerzu 1958)